# علم ونظم المعلومات الجغرافية الإلكترونية
علم ونظم المعلومات الجغرافية الإلكترونية ، هو حقل متعدد التخصصات يجمع بين البنية السيبرانية، والعلوم الإلكترونية، وعلم ونظم المعلومات الجغرافية. يركز علم ونظم المعلومات الجغرافية الإلكترونية بشكل خاص على حل المشاكل الجغرافية المكانية والحاسوبية المكثفة للبيانات في مختلف المجالات البحثية والتعليمية. لقد توسعت الحاجة إلى نظم المعلومات الجغرافية إلى ما هو أبعد من الأشكال التقليدية للتحليل الجغرافي والدراسة، والتي تشمل التكيف مع مصادر وأنواع جديدة من البيانات، وموارد حوسبة عالية الأداء، ومنصات إلكترونية تعتمد على شبكات المعلومات الحالية والناشئة. ظهراسم علم ونظم المعلومات الجغرافية الإلكترونية لأول مرة في أدبيات علوم المعلومات الجغرافية في عام 2010. [1] يتميز [1] يتميز علم ونظم المعلومات الجغرافية الإلكترونية بأنظمة بيئية جغرافية رقمية. تم تطوير هذه الأنظمة وتطورت من خلال بيئات الحوسبة غير المتجانسة (انظر علم ونظم المعلومات الجغرافية الإلكترونية العملاقة ادناه)، وكذلك بيئات الاتصال والمعلومات البشرية. يمكن اعتبار علم ونظم المعلومات الجغرافية الإلكترونية جيلاً جديدًا من نظم المعلومات الجغرافية. وتستند هذه الأنظمة إلى بنية تحتية متقدمة للمعلومات والحوسبة، تقوم بتحليل البيانات الجغرافية المكانية ونمذجتها، مما يوفر التحليل المكاني المكثف الحسابي، والنمذجة، وحل المشكلات الجيومكانية التعاونية على مستويات لم يسبق لها مثيل من قبل. [2]
تشمل الأوصاف الأخرى لـ علم ونظم المعلومات الجغرافية الإلكترونية ما يلي: "إطار عمل برمجي جديد بشكل أساسي يشتمل على تكامل سلس للبنية التحتية الإلكترونية، ونظم المعلومات الجغرافية، وقدرات التحليل / النمذجة المكانية"، [3] و "نظم المعلومات الجغرافيه منفصل عن سطح المكتب ويتم نشره على الويب، مع المشكلات المرتبطة به [4] في وقت سابق أظهرت الأبحاث العلمية مشاكل لدمج البيانات المكانية والمكانية والتحليلات بسبب التعقيد الجغرافي والمكاني. يحاول علم ونظم المعلومات الجغرافية الإلكترونية تجاوز القيود العلمية والتقنية التقليدية في نظم المعلومات الجغرافية التقليدية من خلال ابتكار بيئات الإنترنت الحوسبية والبيانات المكثفة، واستغلال الخصائص الزمانية المكانية المتأصلة في مختلف المجالات العلمية، واستخدام البيانات الكبيرة وطرق الحوسبة عالية الأداء لحل المشكلات التعاوني.

## التاريخ
في عام 2004، أرست الأبحاث المبكرة حول الوسيطة التي تدمج نظم المعلومات الجغرافية مع الأداء العالي وتقنيات الحوسبة الموزعة، الأساس للبحث والتطوير اللاحق لـ علم ونظم المعلومات الجغرافية الإلكترونية. هذه الوسيطة كانت تسمى جيو-ميديا [5] لأنها كانت مصممة لحل المشاكل الجغرافية. كانت الجغرافية الوسيطة تهدف إلى تمكين حل المشكلات التعاوني واتخاذ القرار من خلال الاستفادة من الموارد الحسابية الضخمة التي توفرها البنية التحتية الحوسبية عالية الأداء. تتطلب التحليلات والمضاهاة الزمانية المكانية المكثفة للبيانات قدرة حوسبة كبيرة [6] ، بينما يحتاج التحليل الجغرافي في كثير من الأحيان إلى معالجة تأثيرات الحجم والعلاقات المكانية على العديد من الظواهر المعقدة. وهذا يعني أن علم ونظم المعلومات الجغرافية الإلكترونية يركز على التطورات المتقدمة في نظم المعلومات الجغرافية التي تعتمد على البنية التحتية الإلكترونية المتقدمة والحوسبة عالية الأداء بدلاً من أساليب الحوسبة المتسلسلة التقليدية ونظم المعلومات الجغرافية. من خلال استغلال موارد الإنترنت الضخمة، من الممكن لـ علم ونظم المعلومات الجغرافية الإلكترونية أن تحل التحديات العلمية الأوسع من خلال اكتشاف المعرفة المكانية الزمانية المكثفة للبيانات. [7]
تعمل مجتمعات البنية التحتية العلمية، والجغرافية المكانية، ونظم المعلومات الجغرافية على نطاق واسع من أجل تطوير مجال المعلومات الجغرافية. [8] [9] كان الحدث المجتمعي الرئيسي هو ورشة عمل مؤسسة تيرا قريد للعلوم القومية حولعلم ونظم المعلومات الجغرافية الإلكترونية التي وقعت بالتزامن مع اجتماع اتحاد الجامعات لعلم المعلومات الشتوي في فبراير 2010. وضع تقرير ورشة العمل هذا خارطة طريق نظم المعلومات الجغرافيه الإلكتروني السيبراني التي توضح القضايا الجوهرية في علم ونظم المعلومات الجغرافية الإلكترونية لابتكار البنية السيبرانية. وفي الوقت نفسه، يساهم التقرير في تقدم الجيل التالي من نظم المعلومات الجغرافية، التي تدمج الحوسبة عالية الأداء، والحوسبة الموزعة، والقدرات التعاونية التي تمكّن الإنترنت من أجل اكتشاف وإبداع الجغرافيا المكانية. [10] [11]
في عام 2010، وصف الدكتور شويين وانق إطارعلم ونظم المعلومات الجغرافية الإلكترونية الأول لتوليف البنية السيبرانية، نظم المعلومات الجغرافية، والتحليل المكاني. [1] ومنذ ذلك الحين، تم الاعتراف بها كمجال هام للبحث المتقدم في البنية التحتية للمعلوماتية ونظم المعلومات الجغرافية. بدأت مبادرة متعددة المؤسسات ومتعددة التخصصات، بتمويل من المؤسسة الوطنية للعلوم في عام 2010، مشروعًا مدته ست سنوات بقيمة 4.8 مليون دولار أمريكي حول «التكامل البرمجي لبرنامج علم ونظم المعلومات الجغرافية الإلكترونية لتحقيق الابتكار الجيوميني المستدام.» [12] وقد وضعت هذه المبادرة الرئيسية ثلاثة أعمدة متداخلة لقطع بيئة البرمجيات حافة نظم المعلومات الجغرافية الالكترونيه: بوابة علم ونظم المعلومات الجغرافية الإلكترونية، وادوات علم ونظم المعلومات الجغرافية الإلكترونية، وحلول نظم المعلومات الجغرافية الوسيطة

## علم ونظم المعلومات الجغرافية الالكترونية العملاقة
في عام 2014، حصل مركز علم ونظم المعلومات الجغرافية الإلكترونية للدراسات الرقمية والمكانية المتقدمة في جامعة إلينوي في أوربانا-شامبين على منحة علمية رئيسية من مؤسسة العلوم الوطنية لإنشاءROGER كأول كمبيوتر عملاق للحاسوب الإلكتروني. روجر، الذي يستضيفه المركز الوطني لتطبيقات الحوسبة الفائقة، هو الأمثل للتعامل مع البيانات الجغرافية والحوسبة ومجهز بما يلي:
حوالي ستة بيتابايت من تخزين القرص الخام مع عرض نطاق إدخال / إخراج مرتفع؛
محركات الأقراص ذات الحالة الصلبة للتطبيقات التي تتطلب أداءً عاليًا للوصول إلى البيانات؛
وحدات معالجة الرسومات المتقدمة لاستغلال التوازي الهائل في الحوسبة الجغرافية المكانية؛
التصور التفاعلي مدعومًا بشبكة عالية السرعة وموارد الحوسبة السحابية التي يتم توفيرها ديناميكيًا.
تعمل برامج وأدوات علم ونظم المعلومات الجغرافية الإلكترونية على دمج مكونات النظام هذه لدعم عدد كبير من المستخدمين الذين يحققون في المشكلات العلمية في المجالات التي تشمل العلوم الحيوية والهندسة والعلوم الجيولوجية والعلوم الاجتماعية

## المؤتمرات الدولية
المؤتمر الدولي الأول حول الفضاء والوقت وعلم ونظم المعلومات الجغرافية الإلكترونية[13]
المؤتمر الدولي الثاني حول علم ونظم المعلومات الجغرافية الإلكترونية والتصميم والتخطيط [14]
المؤتمر الدولي الثالث حول علم ونظم المعلومات الجغرافية الإلكترونية وعلم البيانات المكانية [15]